# Danielle Tartakowsky

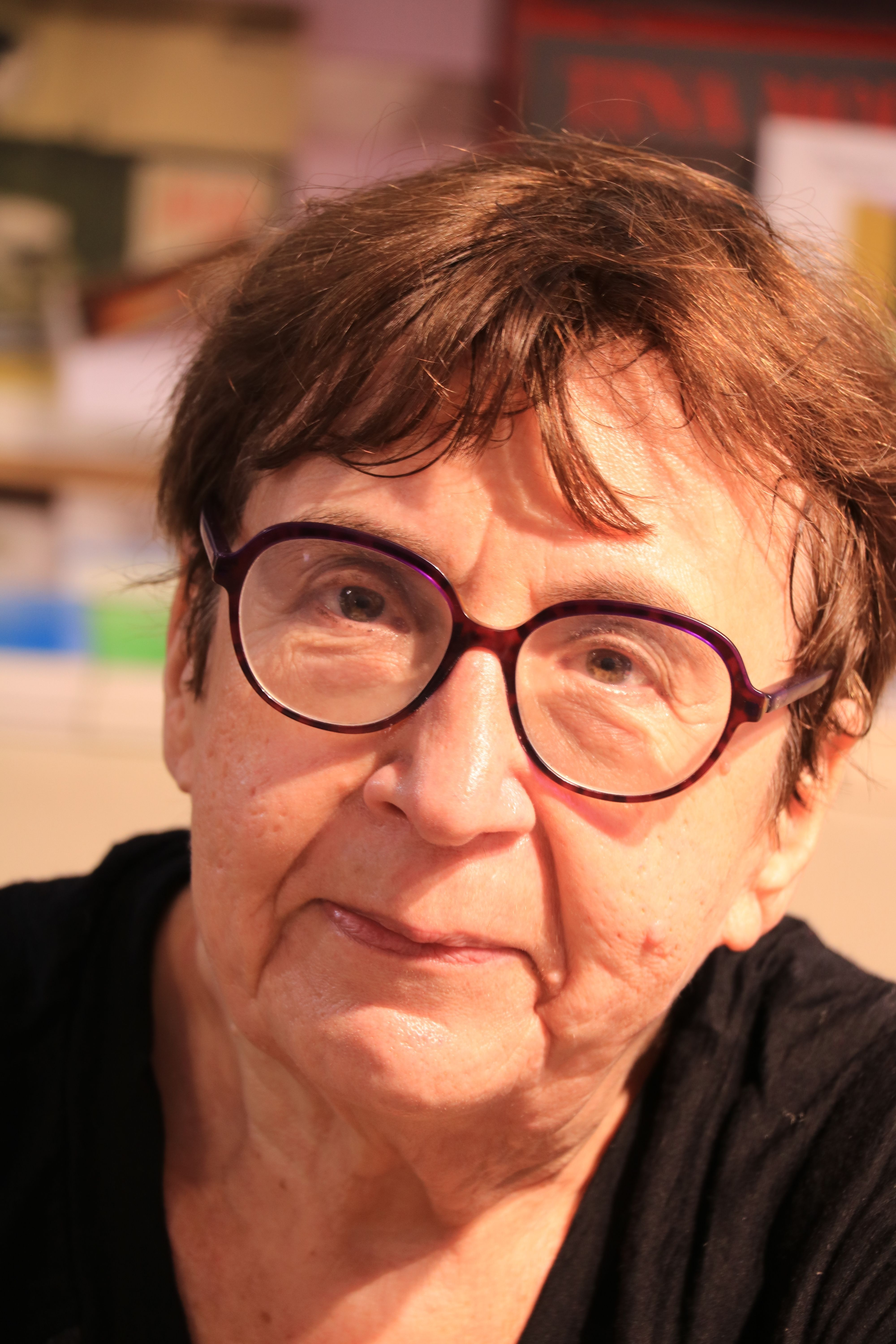
Danielle Tartakowsky

Danielle Tartakowsky (* 16. Oktober 1947 in Puteaux) ist eine französische Historikerin. Ihr Forschungsgebiet ist die soziale und politische Geschichte Frankreichs im 20. Jahrhundert.

## Leben

### Herkunft
Danielle Tartakowsky ist die Tochter des Humanité-Journalisten Roland Tartakowsky und der Résistance-Kämpferin und Kommunistin Sophie Tartakowsky (geb. Lachminovitch). Ihr Großvater väterlicherseits war ein russischer Jude, der Russland nach mehreren Pogromen verließ und sich als Hausierer in Paris niederließ. Danielle Tartakowskys Bruder Pierre Tartakowsky wurde 1952 geboren.

### Wissenschaftliche Karriere
1977 schloss Danielle Tartakowsky ihre von Claude Willard betreute Dissertation mit der Promotion ab und schloss eine von Antoine Prost begleitete Habilitation (doctorat d'État) in Zeitgeschichte an, die sie 1994 abschloss.
Von 1970 bis 1984 unterrichtete sie in weiterführenden Schulen, 1984 wurde sich Dozentin (maître de conférences) an der Universität Paris 1 und 1997 Professorin an der Universität Paris VIII. 2012 wurde sie zur Präsidentin der Universität gewählt und behielt diese Funktion bis 2016.
In der Nachfolge von Jean Favier wurde sie  2013 Vorsitzende des Comité d’histoire de la ville de Paris.
Seit Dezember 2022 ist sie Vorsitzende des wissenschaftlichen Beirats des Campus Condorcet.

### Politisches Engagement
Bei den französischen Parlamentswahlen von 1981 trat sich als Kandidatin der französischen Kommunistischen Partei (Parti communiste français) im 20. Wahlbezirk von Paris an, zu dem die Verwaltungsviertel Auteuil und de la Muette im 16. Arrondissement gehören. Sie erhielt nur 2,22 % der Stimmen.

## Publikationen
- Les premiers communistes français : formation des cadres et bolchevisation, Paris, Presses de la Fondation nationale des sciences politiques, 1980, ISBN 2-7246-0439-3
- Une histoire du P.C.F., Paris, Presses universitaires de France, Reihe « Politique d'aujourd'hui », 1982, ISBN 2-13-037373-9
- Une histoire du P.C.F., Paris, Presses universitaires de France, Reihe « Politique d'aujourd'hui », 1982, ISBN 2-07-053330-1
- Une histoire du P.C.F., Paris, Presses universitaires de France, Reihe « Politique d'aujourd'hui », 1982, ISBN 2-85944-307-X
- Une histoire du P.C.F., Paris, Presses universitaires de France, Reihe « Politique d'aujourd'hui », 1982, ISBN 2-7007-2286-8
- Nous irons chanter sur vos tombes. Le Père-Lachaise (xixe – xxe siècle), Paris, Éditions Aubier-Montaigne, Reihe « Collection historique », 1999, ISBN 2-7007-2310-4
- Nous irons chanter sur vos tombes. Le Père-Lachaise (xixe – xxe siècle), Paris, Éditions Aubier-Montaigne, Reihe « Collection historique », 1999, ISBN 2-84303-089-7
- La part du rêve. Histoire du 1er mai en France, Paris, Hachette littératures, 2005, ISBN 2-01-235771-7
- Manifester à Paris - 1880–2010, Ceyzérieu, Champ Vallon, 2010, ISBN 978-2-87673-535-4
- Les droites et la rue. Histoire d'une ambivalence, de 1880 à nos jours, Paris, La Découverte, coll. « Cahiers libres », 2013, ISBN 978-2-7071-7817-6
- Construire l'université au XXIe siècle : récits d'une présidence, Paris 8, 2012–2016, Paris, Éditions du Détour, 2017, ISBN 979-10-97079-02-4
- L'Humanité, figures du peuple : une plongée dans les archives photographiques du journal (préf. Gérard Mordillat), Paris, Flammarion, 2017, ISBN 978-2-0813-9192-5
- On est là ! La manif en crise, Paris, Éditions du Détour, 2020, 271, ISBN 979-10-97079-65-9[6]
- On est là ! La manif en crise, Paris, Éditions du Détour, 2020, 271, ISBN 979-10-267-1203-9

- Herausgeberschaft:
  - Paris Manif. Les manifestations de rue à Paris de 1880 à nos jours (catalogue d'exposition, Paris, Réfectoire des Cordeliers), Rennes, Presses universitaires de Rennes, 2011, ISBN 978-2-7535-1354-9
  - Histoire de la Rue : de l’antiquité à nos jours, Paris, Tallandier, 2022, ISBN 979-10-210-4115-8

- in Zusammenarbeit:
  - mit Joël Biard: La Grange-aux-Belles. Maison des syndicats (1906–1989), Paris, Éditions Créaphis, 2012.
  - mit Olivier Fillieule: La manifestation, Paris, Les Presses de Sciences Po, coll. « Contester » (no 2), 2006, ISBN 978-2-7246-1008-6
  - mit Noëlle Gérôme: La Fête de l'Humanité. Culture communiste, culture populaire, Paris, Messidor et Les Éditions sociales, 1988, ISBN 2-209-06053-2[7].
  - mit Vincent Lemire, Yann Potin et Laetitia Real-Moretto: Les correspondants de l'Humanité : regards photographiques, Paris, Le Seuil, 2022, ISBN 978-2-02-148097-9
  - mit Michel Margairaz: L’État détricoté. De la Résistance à la République en marche, Paris, Éditions du Détour, 2018, ISBN 979-10-97079-33-8 Erweiterte Neuauflage 2020.
  - mit Michel Margairaz und Daniel Lefeuvre: "L'avenir nous appartient !". Une histoire du Front populaire, Paris, Larousse, 2006, ISBN 978-2-03-582633-6
  - mit Michel Pigenet: Histoire des mouvements sociaux en France de 1814 à nos jours, Paris, La Découverte, 2012.
  - mit Claude Willard: Des Lendemains qui chantent. La France des Années folles et du Front populaire, Paris, éditions Messidor, coll. « Histoire », 1986, ISBN 2-209-05757-4: aktualisierte und gekürzte Neuauflage von Histoire de la France contemporaine. Teil 5, 1918-1940, veröffentlicht 1980 bei Éditions sociales et Livre club Diderot, herausgegeben von Jean Elleinstein.